# ديفيد هيل (لاعب كرة قدم أمريكية أمريكي)
ديفيد هيل (بالإنجليزية: David Hill) هو لاعب كرة قدم أمريكية أمريكي، ولد في 1954 في سان أنطونيو في الولايات المتحدة.

## وصلات خارجية
- دايفيد هيل على موقع مرجع كرة القدم المحترفة.كوم (الإنجليزية)